# شکردلوویتسه
شکردلوویتسه (به چکی: Škrdlovice) یک منطقهٔ مسکونی در جمهوری چک است که در ناحیه ژدار ناد سازاووو واقع شده‌است. شکردلوویتسه ۵٫۷۴ کیلومتر مربع مساحت و ۶۵۵ نفر جمعیت دارد و ۶۴۵ متر بالاتر از سطح دریا واقع شده‌است.